# スチュアート・バレンタイン・メダル
スチュアート・バレンタイン・メダル（Stuart Ballantine Medal）は、アメリカ合衆国の科学および工学の賞。
ペンシルベニア州フィラデルフィアのフランクリン協会から授与されていた。アメリカの発明家スチュアート・バレンタインにちなんで名付けられた。1998年ベンジャミン・フランクリン・メダル (フランクリン協会)に統合された。

## 受賞者
- 1947 - George Clark Southworth (物理学)
- 1948 - Ray Davis Kell (工学)
- 1949 - Sergei A. Schelkunoff (物理学)
- 1952 - ジョン・バーディーン (物理学) - 1956年,1972年ノーベル物理学賞受賞
- 1952 - ウォルター・ブラッテン (物理学) - 1956年ノーベル物理学賞受賞
- 1953 - David G. C. Luck (工学)
- 1954 - Kenneth Alva Norton (工学)
- 1955 - クロード・シャノン (コンピュータと認知科学)[1]
- 1956 - Kenneth Bullington (物理学)
- 1957 - Robert Morris Page (工学)
- 1957 - Leo Clifford Young (工学)
- 1958 - Harald Trap Friis (工学)
- 1959 - Albert Hoyt Taylor (工学)
- 1959 - チャールズ・タウンズ (物理学) - 1964年ノーベル物理学賞受賞
- 1960 - ルドルフ・コンフナー (工学)
- 1960 - ハリー・ナイキスト (工学)
- 1960 - ジョン・R・ピアース (工学)
- 1961 - 江崎玲於奈 (工学) - 1973年ノーベル物理学賞受賞
- 1961 - ニコラス・ブルームバーゲン (物理学) - 1981年ノーベル物理学賞受賞
- 1961 - H. E. Derrick Scovill (物理学)
- 1962 - Ali Javan (物理学)
- 1962 - セオドア・メイマン (物理学)
- 1962 - アーサー・ショーロー (物理学) - 1981年ノーベル物理学賞受賞
- 1962 - チャールズ・タウンズ (物理学) - 2回目の受賞（前回1959）
- 1963 - アーサー・C・クラーク (工学)
- 1965 - Homer Walter Dudley (工学)
- 1965 - Alec Harley Reeves (工学)
- 1966 - ロバート・ノイス (コンピュータと認知科学)
- 1966 - ジャック・キルビー (工学) - 2000年ノーベル物理学賞受賞
- 1967 - Jack N. James (工学)
- 1967 - Robert J. Parks (工学)
- 1968 - Chandra Kumar Naranbhai Patel (物理学)
- 1969 - エメット・リース (物理学)
- 1971 - ジョレス・アルフョーロフ (物理学) - 2000年ノーベル物理学賞受賞
- 1972 - Daniel Earl Noble (工学)
- 1973 - Andrew H. Bobeck (コンピュータと認知科学)
- 1973 - ウィラード・ボイル (コンピュータと認知科学) - 2009年ノーベル物理学賞受賞
- 1973 - ジョージ・E・スミス (コンピュータと認知科学) - 2009年ノーベル物理学賞受賞
- 1975 - Bernard C. De Loach, Jr. (工学)
- 1975 - Martin Mohamed Atalla (物理学)
- 1975 - ダウォン・カーン (物理学)
- 1977 - チャールズ・カオ (工学) - 2009年ノーベル物理学賞受賞
- 1977 - Stewart E. Miller (工学)
- 1979 - マーシャン・ホフ (コンピュータと認知科学)
- 1979 - Benjamin Abeles (工学)
- 1979 - George D. Cody (工学)
- 1981 - Amos E. Joel, Jr. (工学)
- 1983 - Adam Lender (コンピュータと認知科学)
- 1986 - Linn F. Mollenauer (工学)
- 1989 - John M. J. Madey (物理学)
- 1992 - Rolf Landauer (物理学)
- 1993 - Leroy L. Chang (物理学)